# Otulina (budownictwo)

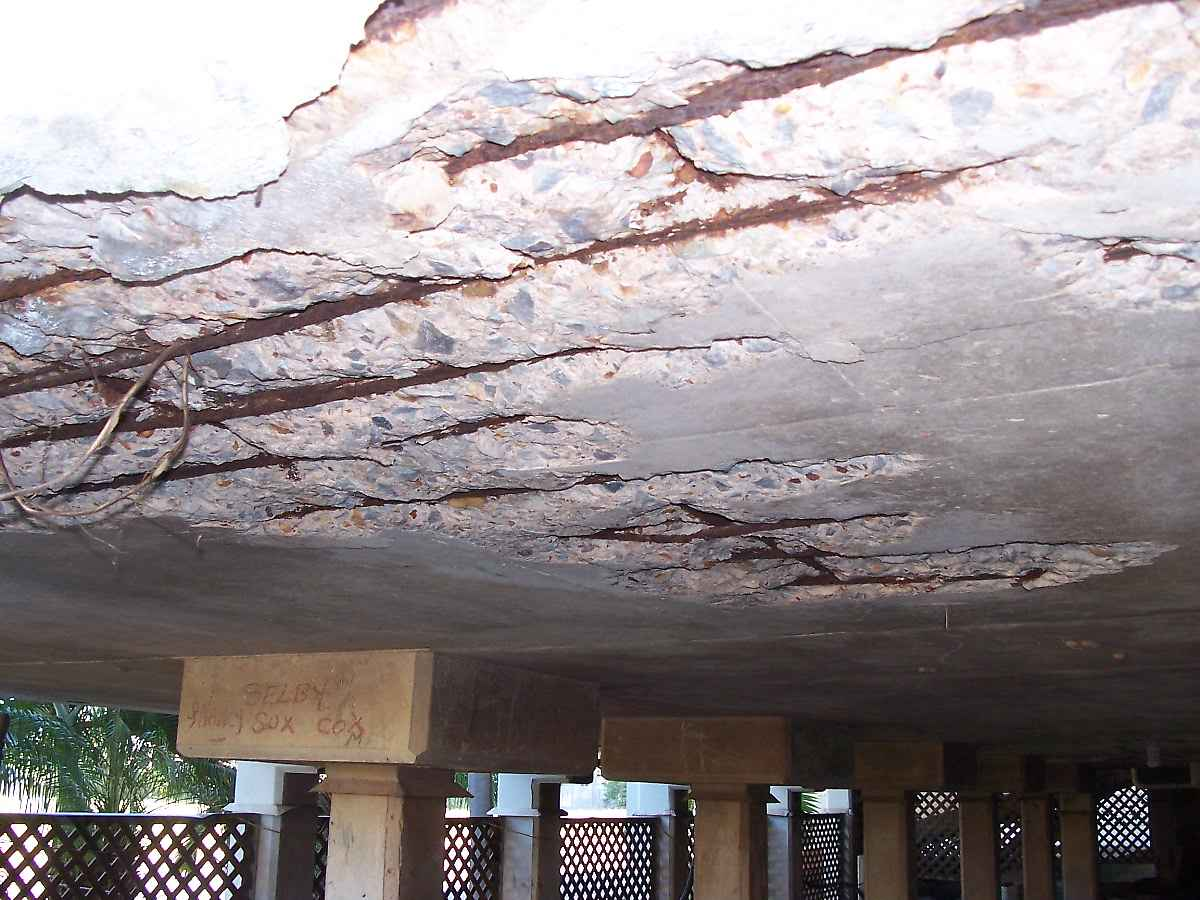
Płyta żelbetowa, od której odpadła otulina. Widoczne skorodowane pręty zbrojeniowe.

Otulina – określenie warstwy betonu od krawędzi elementu żelbetowego bądź sprężonego do krawędzi zbrojenia.
Grubość otuliny określa się w zależności od agresywności środowiska pracy elementu konstrukcji, stopnia zabezpieczenia przeciwpożarowego, klasy betonu, projektowanego okresu użytkowania obiektu, względów konstrukcyjnych i innych. Minimalna grubość otulenia określana jest przez normy przedmiotowe. Zalecana według PN-B-03264:2002 grubość otuliny wynosi od 10 do 50 mm. W projektowaniu należy także uwzględnić odchyłkę otuliny, spowodowaną przez niedokładność wykonania elementu na budowie.